# Grönbröstad juveltrast
Grönbröstad juveltrast (Pitta reichenowi) är en fågel i familjen juveltrastar inom ordningen tättingar.

## Utbredning och systematik
Fågeln förekommer i Afrika från Kamerun till norra Gabon, sydvästra Centralafrikanska republiken, Kongo-Kinshasa och sydvästra Uganda. Den behandlas som monotypisk, det vill säga att den inte delas in i några underarter. Vissa betraktar den som en underart till afrikansk juveltrast (P. angolensis).

## Status
IUCN kategoriserar arten som livskraftig.

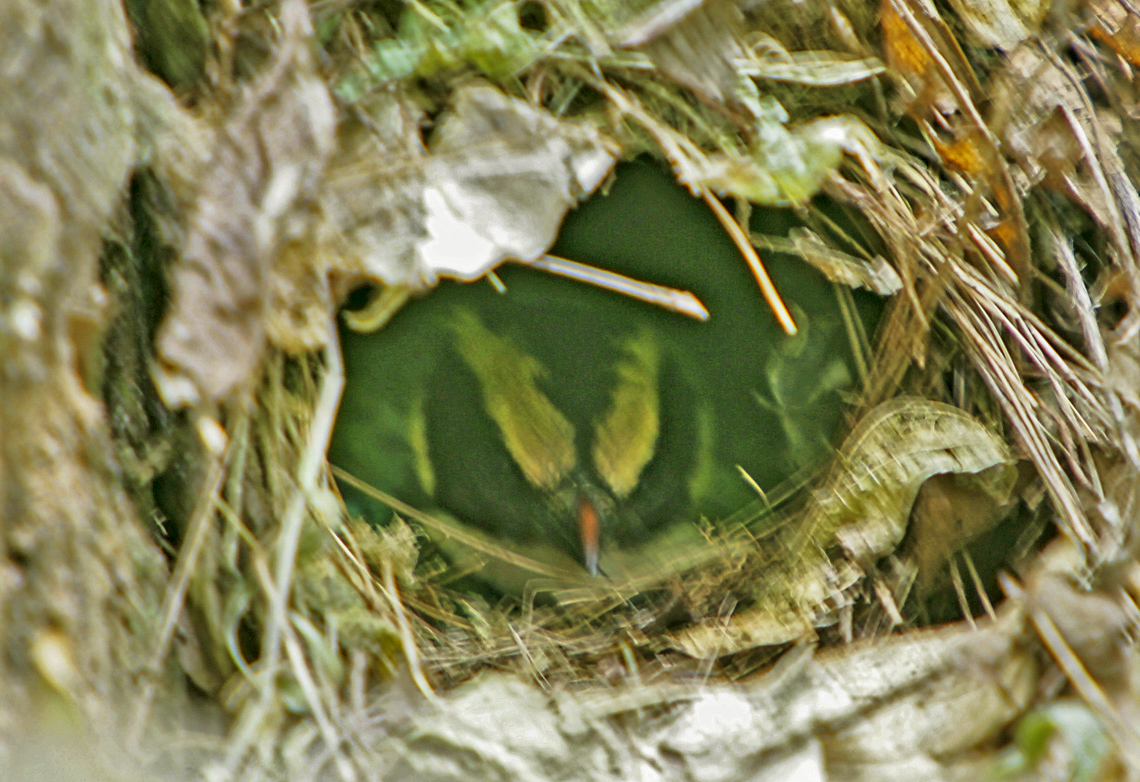